# 42-я танковая бригада
42-я отдельная танковая бригада — воинское соединение Вооружённых Сил СССР в Великой Отечественной войне.
Сокращённое наименование — 42 тбр.

## История
Бригада была сформирована на основании директивы заместителя НКО СССР № 725373сс от 14 сентября 1941 года, как 5-я отдельная танковая бригада. Формирование бригады проходило на станции Кубинка Московской области с 14 по 25 сентября 1941 года на основе частей 42-й танковой дивизии, по штатам отдельной танковой бригады № 010/75 — 010/83 от 23 августа 1941 года.
Постановлением ГКО № 671сс от 13 сентября 1941 года предписывалось завершить формирование бригады к 23 сентября 1941 года в следующем составе: КВ-1 — 7 шт; Т-34 — 22 шт; Т-60 или БТ, или Т-26 — 32 шт; бронеавтомобилей — 15 шт.

Приказом НКО СССР № 0366 от 22 сентября 1941 года 5-я танковая бригада, как заслужившая хорошие боевые традиции в борьбе с германским фашизмом, переименована в 42-ю танковую бригаду.
23 сентября 1941 года убыла на Юго-Западный фронт.
В составе в действующей армии с 25 сентября 1941 по 1 ноября 1941 года.
Практически с колёс вступила в бой 2 октября 1941 года, отбивая атаки врага в ходе проводимой им операции Тайфун и проведя контрнаступление в районе Севска. Попала в окружение, к 23 октября 1941 года вышла из кольца в район Поныри.
Из Отчёта командующего войсками Брянского фронта Ерёменко начальнику Генерального штаба Красной Армии о боевых действиях армий Брянского фронта за период с 1 по 26 октября 1941 года:
42 тбр, поставленная мною в резерв в районе Севска в выгоднейшем направлении, была замечательна по своему составу и полностью обеспечена материальной частью. К сожалению, во главе этой бригады стоял совершенно беспечный, тактически неграмотный и безынициативный человек — генерал-майор Воейков. Прорвавшиеся группы танков и мотопехоты пр-ка прошли от него в трёх км. Генерал Воейков со своей 42 тбр, оставаясь незамеченным и находясь в выгодных условиях на фланге и тылу этой колонны пр-ка, не принял нужного в данный момент решения — нанести сильный удар по этой колонне пр-ка и уничтожить её. Он простоял сутки и только потом принял навязанный ему бой со вторыми эшелонами и затем отошёл в болотисто-лесистый район, невыгодный для действий танков. Когда я узнал о таких его действиях, я немедленно выехал на место, но тактические ошибки генерала Воейкова исправить полностью было уже поздно. 
Надо отметить, что к мнению командующего необходимо относиться с некоторой осторожностью. Бригаде 28 сентября 1941 года было приказано сосредоточиться в район Семёновское и быть готовой к действиям на Ямполь и Глухов, и не факт, что бригаде отдавались какие-то дополнительные приказания.
Бригада была расформирована на основании директивы НКО СССР № 00117 от 1 ноября 1941 года. По некоторым данным уничтожена в боях мая 1942 года под Харьковом 

## Подчинение
- Брянский фронт, фронтовое подчинение — на 1 октября 1941 года
- Брянский фронт, 3-я армия — на октябрь 1941 года

## Оснащение техникой
- на 1 октября 1941 года — 61 танк: 7 КВ, 22 Т-34, 32 Т-40

## Состав
- Управление бригады
- Рота управления
- Разведывательная рота
- 42-й танковый полк
- Мотострелково-пулемётный батальон
- Противотанковый дивизион
- 42-й отдельный зенитный дивизион
- Автотранспортная рота
- Ремонтная рота
- Санитарный взвод

## Командиры
- Воейков, Николай Иванович (14.09.1941 — 01.11.1941), генерал-майор танковых войск